# Gesellschaft für Thrombose- und Hämostaseforschung
Die Gesellschaft für Thrombose- und Hämostaseforschung (GTH) ist eine gemeinnützige, interdisziplinäre deutsch-österreichisch-schweizerische wissenschaftliche Gesellschaft mit dem Ziel, die wissenschaftlichen Interessen der Blutgerinnungsforschung zu fördern. Die Geschäftsstelle ist in Köln (zuvor Hannover), der Vereinsregistereintrag beim Amtsgericht München, die Steuer-Nummer beim Finanzamt Frankfurt am Main.

## Geschichte
Vorläufer ist die Deutsche Arbeitsgemeinschaft für Blutgerinnungsforschung (DAB). Sie wurde im November 1956 in Koblenz gegründet. Zu den Gründern gehörte Erwin Deutsch. Der gemeinsame Nenner der beteiligten West- und Ostdeutschen, Österreicher und Schweizer war, ein Diskussionsforum in Form einer „Arbeitsgemeinschaft von Spezialisten, die auf dem Gebiet der Blutgerinnung tätig sind“ zu bilden.  Als die Gruppe und ihr Aufgabenfeld wuchs, strebte man an, eine offene Gesellschaft nach dem Vorbild der International Society on Thrombosis and Haemostasis (ISTH) zu werden. Die nötigen Statutenänderungen wurden zwischen 1979 und 1982 erarbeitet. Neuerungen waren akzentuiertere „Internationalität, leichter Zugang zur Mitgliedschaft, Wahl der Vorsitzenden für nur 4 Jahre und Kongresse nach internationalem Standard“. Von 1980 bis 1982 fanden noch wechselnd Kongresse für Thrombose und Blutgerinnung und Sitzungen der DAB statt. 1982 wurde endgültig die gegenwärtige GTH gegründet. Sie ist Mitglied der Arbeitsgemeinschaft der Wissenschaftlichen Medizinischen Fachgesellschaften. Die GTH zählte 2012 634 Mitglieder.

## Aufgaben und Strukturen
Schwerpunkte der Arbeit sind die themenspezifischen Ständigen Kommissionen und Arbeitsgruppen als auch die Forschungsförderung und Weiterbildung. Jährlich gibt es an wechselnden Orten eine Jahrestagung mit Vorträgen und Posterpräsentationen. 2011 wurden 1.220 Besucher des Fachkongresses gezählt. Preise und Stipendien werden Forscher auf dem Gebiet der Thrombose- und Hämostaseforschung ausgelobt und auf dem Kongress verliehen.
Dem Vorstand gehören neben dem Vorsitzenden ein stellvertretender Vorsitzender, drei Beisitzer, ein Schriftführer und ein Schatzmeister an. Vorstandsvorsitzender der GTH ist Manuela Albisetti Pedroni.

## Auszeichnungen durch den Verein
Der Verein vergibt folgende Preise:
- Alexander-Schmidt-Preis für hervorragende Arbeiten auf dem Gebiet der Hämostaseologie. Der Preis ist mit 10.000,- € dotiert.

- Jährlich zwei mit je 2.500,00 € dotierte Förderpreise für Arbeiten an junge Wissenschaftler bis 38 Jahre

- Seit 2011 einmal jährlich das Hans-Egli-Forschungsstipendium für junge Mediziner bis 37 Jahre mit Forschungsprojekt auf dem Gebiet der angeborenen Blutungserkrankungen. Das  Stipendium ist mit 30.000 Euro dotiert.

- Rudolf-Marx-Stipendium: Anschub- oder Überbrückungsfinanzierung für junge Wissenschaftler bis 37 Jahre aus dem deutschsprachigen Raum mit Forschungsprojekt aus dem Gebiet der Hämostaseologie oder der vaskulären Biologie und Medizin. Es ist Fördermitteln bis zu maximal 25.000 € ausgestattet.

## Stellungnahmen
Die GTH gab am 19. März 2021 eine Stellungnahme bezüglich der sehr selten aufgetretenen Thrombosen in Kombination mit Thrombozytopenien im Zusammenhang mit einer Impfung mit dem AstraZeneca-Impfstoff Vaxzevria, zuvor AZD1222, heraus. Die GTH beschreibt mögliche Ursachen und gibt Therapieempfehlungen.